# الکس روسو
الکساندرا «الکس» روسو (به انگلیسی: Alexandra "Alex" Rousseau) یکی از شخصیت‌های مکمل سریال لاست بود که نقش آن را تانیا ریموند بازی می‌کرد. او ۱۶سال قبل از سقوط هواپیمای اوشیانیک ۸۱۵ در جزیره به دنیا آمده بود اما او توسط دیگران از مادرش دنیل روسو گرفته شده بود. او به بازماندگان اوشیانیک ۸۱۵ در موارد زیادی کمک کرد و در پایان فصل سوم به مادرش پیوست. او بعد از مدت کوتاهی به علت سرپیچی پدرخوانده‌اش بنجامین لینوس از خواسته‌های مارتین کیمی به ضرب گلولهٔ مارتین کیمی کشته شد.

## زندگی

### قبل از سقوط
دنیل روسو ی به شدت باردار به همراه همسرش رابرت و دیگر خدمهٔ کشتی ۱۶ سال قبل از سقوط هواپیمای اوشیانیک ۸۱۵ در طی یک سفر علمی کشتی شان غرق شده و به جزیره آورده می‌شود. بعد از مدتی تمام مسافران کشتی به جز دنیل روسو بیمار می‌شوند، در نتیجه او تمام آن‌ها را به قتل می‌رساند و بعد از مدتی الکساندرا را به دنیا می‌آورد. روسو ادعا می‌کند که هفتهٔ قبل ستونی از یک دود سیاه را در جزیره دیده‌است. در یک شب بنجامین لینوس به همراه اتان رام توسط چارلز ویدمور وظیفه پیدا می‌کنند که دنیل روسو و متعاقباً کودکش الکس را به قتل برسانند. اما بنجامین لینوس تمایلی به کشتن یک کودک بیگناه ندارد، پس کودک را به عنوان دختر خود نگهداری می‌کند و با دادن گزارش غلط به چارلز ویدمور کمک می‌کند دنیل روسو نیز زنده بماند. الکس در میان دیگران بزرگ شد و باور داشت که مادرش مرده‌است.

### بعد از سقوط
۱۶سال بعد الکس زنی حامله به نام کلیر لیتلتون را که توسط یکی از اعضای دیگران به نام اتان رام برای گرفتن بچه‌اش ربوده شده بود را ملاقات کرد. او به کلیر هشدار داد زمانی که دیگران بچه‌اش را بگیرند او را به قتل خواهند رساند. او به کلیر کمک کرد که از آنجا فرار کند و با امنیت به بازماندگان بپیوندد. هنگامی که کیت آستن، ساویر جیمز فورد و جک شفرد توسط دیگران اسیر شدند او تلاش کرد که ساویر و کیت فرار کنند اما با رسیدن دیگران تلاش‌ها ناموفق ماند. او در تلاش بعدی خود توانست با موفقیت کیت و ساویر را فراری دهد. او بالاخره با مادرش دیدار کرد اما چند روز بعد توسط مارتین کیمی کشته شد.

### زندگی بعدی
الکس در یک مدرسه در لس آنجلس تاریخ می‌خواند. بنجامین لینوس به او توجه بالایی دارد و به اینده‌اش امیدوار است. الکس با مادرش دنیله زندگی می‌کند.